# Biologie d'eau douce

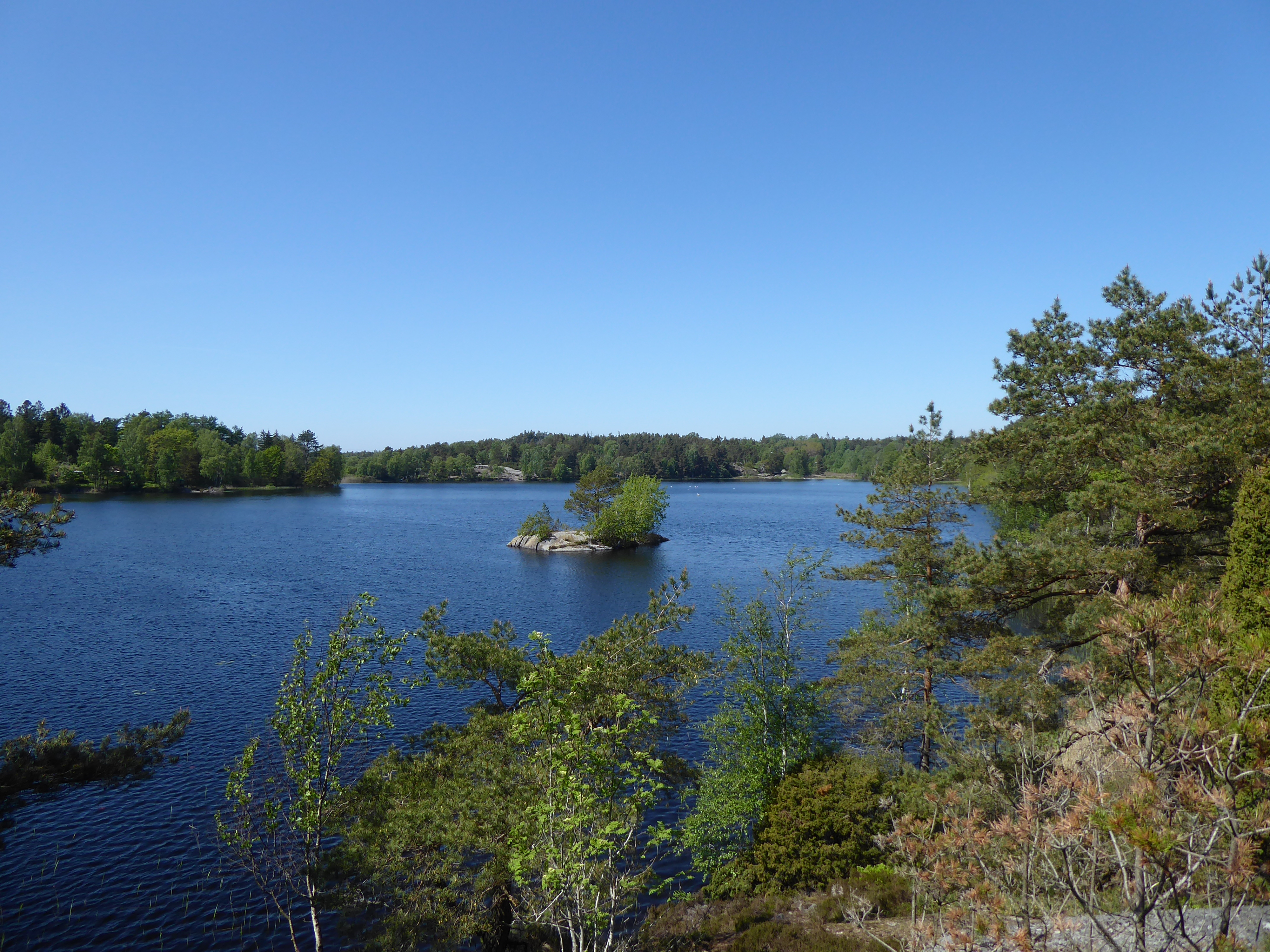
L'Oxsjön, un lac en Suède. La biologie d'eau douce se concentre sur des environnements tels que celui-ci.

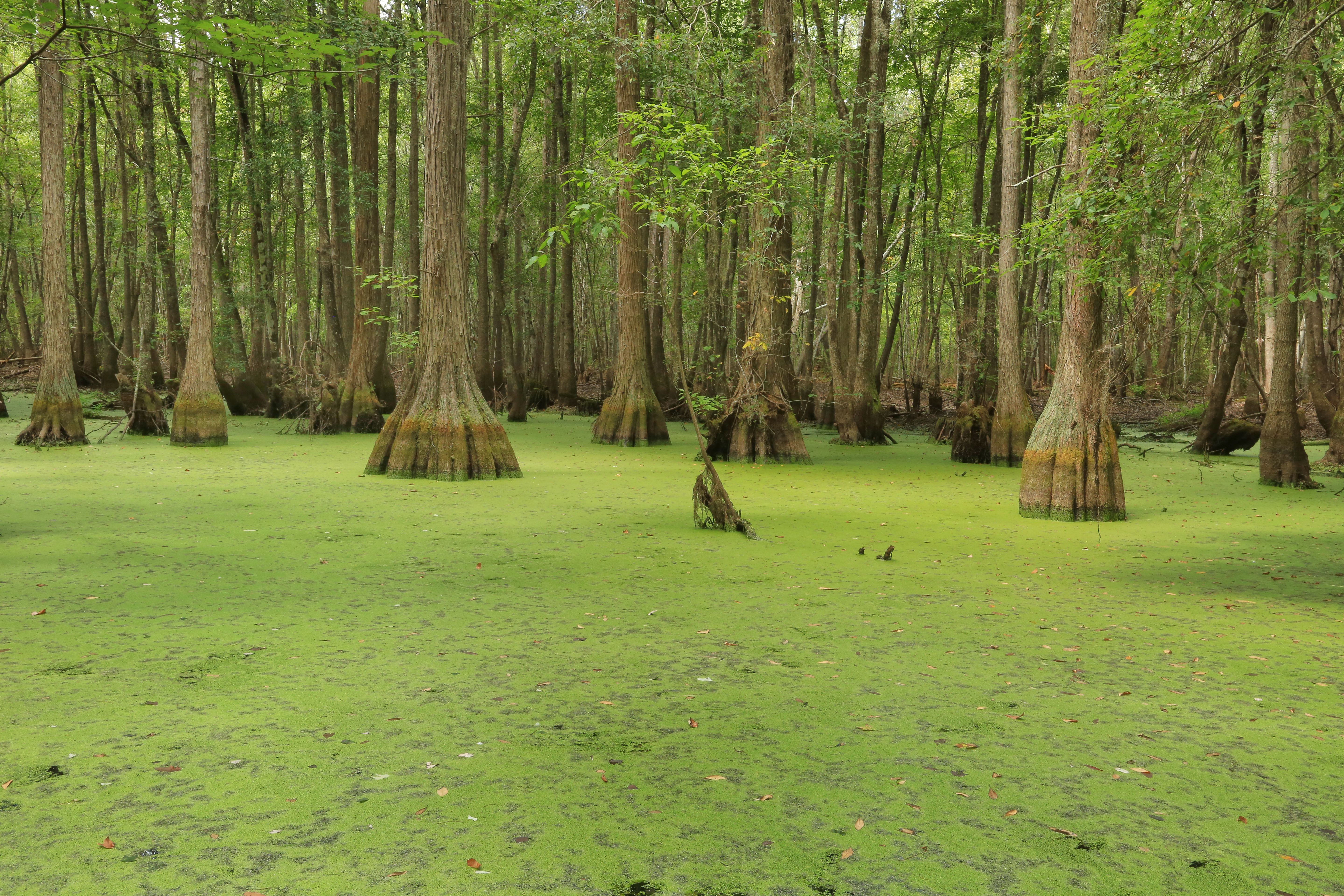
Un étang dans la plaine inondable de la rivière Oconee, en Géorgie (États-Unis). Malgré la présence de lentilles d'eau à la surface, il contient toujours des poissons.

La biologie d'eau douce est l'étude scientifique des écosystèmes d'eau douce (en) et constitue une branche de la limnologie. Cette discipline vise à comprendre les interactions entre les organismes vivants et leur environnement physique. Ces environnements peuvent inclure les cours d'eau, tels que les fleuves et les rivières, les plans d'eau, tels que les lacs et les étangs, les zones humides ou encore les réservoirs. Les connaissances issues de ce domaine sont largement utilisées dans les procédés industriels, pour tirer parti des processus biologiques impliqués dans le traitement des eaux usées et la purification de l'eau. La présence et le débit de l'eau (en) sont des aspects essentiels de la répartition des espèces, qui influencent le moment et le lieu de leurs interactions en eau douce.
Au Royaume-Uni, la Freshwater Biological Association (en), basée près du lac Windermere dans le comté de Cumbria, a été l'un des premiers instituts à mener des recherches sur la biologie d'eau douce, en promouvant les concepts de niveau trophique dans les lacs et en démontrant le processus de migration des eaux oligotrophes vers les marais, en passant par les eaux mésotrophes.
La biologie d'eau douce est également utilisée pour étudier les effets du changement climatique et de l'impact humain accru sur les systèmes aquatiques et les écosystèmes au sens large. Les organismes d'eau douce, en particulier les vertébrés, semblent être plus exposés au risque d'extinction dû au changement climatique (en) que les organismes terrestres ou marins.

## Habitats d'eau douce
Les habitats d'eau douce sont constitués de milieux comme les cours d'eau, les plans d'eau et les zones humides, qui abritent chacun une grande variété d'organismes.

### Cours d'eau
L'eau courante est un type d'habitat dulçaquicole qui se compose principalement des fleuves, des rivières et des ruisseaux. Les eaux à courant rapide ont une teneur (en) en oxygène plus élevée, ce qui permet à différentes espèces de prospérer et de faciliter le contrôle de la pollution. L'eau courante est un système ouvert, ce qui signifie qu'elle n'est pas isolée et qu'elle échange de la matière et de l'énergie avec d'autres systèmes. Une grande partie de la matière organique que l'on y trouve provient du ruissellement des sols ou des sédiments plus en amont (nl) ; elle constitue une importante source de nourriture pour de nombreuses espèces. Les masses d'eau courante commencent aux crénons, qui comprennent des sources, des lacs ou de la neige fondue, et s'écoulent vers leurs embouchures, généralement un autre chenal (en) en mouvement ou l'océan. Les caractéristiques des cours d'eau changent tout au long de leur trajet, de la source à l'embouchure. Par exemple, l'eau à la source est plus claire, a une teneur en oxygène plus élevée, des températures plus basses et des espèces hétérotrophes courantes. Au milieu du parcours, la largeur du cours d'eau augmente et la diversité des espèces croît en raison des changements de température et de teneur en oxygène, y compris pour les plantes vertes aquatiques et les algues. L'eau à l'embouchure a une concentration en oxygène plus faible et est plus trouble en raison des sédiments accumulés et transportés le long du cours d'eau. Cette augmentation des sédiments abaisse la pénétration de la lumière dans l'eau, diminuant ainsi la diversité de la flore et, avec moins d'oxygène, celle de la faune.
La zone riparienne est la zone située le long des berges des cours d'eau, où elle abrite des plantes à forte humidité, essentielles à cet écosystème. Ces plantes forment une zone tampon entre la terre ferme et le cours d'eau, le protégeant de la pollution et des inondations. Elles offrent également un habitat à de nombreuses espèces des zones humides, dont beaucoup sont menacées. Enfin, les plantes riveraines ombragent l'eau vis-à-vis du Soleil, réduisant ainsi le stress thermique sur l'eau et la vie aquatique, tout en fournissant des nutriments sous forme de matière organique.

### Plans d'eau
L'eau stagnante est un type d'habitat d'eau douce qui est principalement composé par les lacs, les étangs et les mares. Cet habitat a une diversité d'espèces plus limitée car elles sont isolées les unes des autres et des autres systèmes aquatiques, contrairement à l'eau courante. L'eau stagnante subit un processus de stratification, dans lequel l'eau est divisée en couches en fonction de la teneur en oxygène. La stratification ne se produit pas dans les eaux courantes car la rapidité de celles-ci mélange des eaux avec des teneurs en oxygène différentes. La couche supérieure contient le plus d'oxygène et à mesure que la profondeur augmente, celui-ci diminue. La stratification peut être ressentie dans la température de l'eau (eo), car la couche supérieure est plus chaude en raison du réchauffement par le Soleil, tandis que les couches plus profondes sont plus froides.
L'eau stagnante peut être divisée en trois zones basées sur la profondeur et la distance du rivage. La zone littorale est la couche la plus supérieure et la plus chaude des plans d'eau, chauffée directement par le Soleil. Cette zone abrite la plus grande biodiversité en eau stagnante, avec une grande variété d'organismes essentiels à la santé de l'écosystème et importants dans le régime alimentaire des organismes de l'habitat, comme les algues, les plantes aquatiques, les mollusques, les insectes, les poissons, les crustacés et les amphibiens. La zone limnétique se trouve en dessous de la zone littorale. Cette zone a des températures plus basses, demeure assez bien éclairée et est occupée par une plus petite variété d'organismes, y compris le phytoplancton, le zooplancton et les poissons. Le plancton de cette zone joue un rôle crucial dans le réseau alimentaire de l'habitat, soutenant le régime alimentaire de nombreux organismes importants. La zone la plus basse est la zone profonde (en), avec très peu de lumière, des températures plus fraîches et une densité plus élevée que les couches précédentes. Lorsque le plancton meurt, il tombe dans cette couche et fournit des nutriments à la faune qui s'y trouve. Ces animaux sont qualifiés d'hétérotrophes, ce qui signifie qu'ils mangent des organismes morts et utilisent de l'oxygène pour la respiration cellulaire, ce qui entraîne une baisse des niveaux d'oxygène dans la zone profonde.
La thermocline est la zone de transition entre les eaux chaudes de surface et les eaux plus froides en profondeur. Un mélange et un mouvement d'eau limités dans les eaux calmes se produisent dans la thermocline et proviennent principalement du renouvellement saisonnier. Pendant l'automne et le printemps, il y a un mélange des couches, généralement dû au vent, qui fait circuler l'oxygène et crée une température plus uniforme dans tout le système aquatique. La zone de rivage est la zone de transition entre les systèmes d'eau et la terre ferme, semblable à la zone riparienne dans les systèmes d'eau courante. Elle fonctionne également de manière similaire à cette même zone, avec des plantes protégeant l'eau de la pollution, des inondations et du stress thermique, tout en fournissant des nutriments et des habitats aux espèces aquatiques et des zones humides.

### Zones humides
Les zones humides sont un type spécifique d'habitats d'eau stagnante, qui comprennent notamment les marais, les marécages et les tourbières. En raison de la nature gorgée d'eau et submergée du sol, les conditions anaérobies de ces milieux sont uniques et soutiennent la plus grande diversité d'espèces de tous les écosystèmes. Les zones humides ralentissent la décomposition de la matière organique, créant ainsi des couches de matière organique riche qui fournissent des nutriments importants pour les espèces du système. La flore qui y réside sont qualifiées de plantes hydrophytes, où elles se sont adaptées à des conditions très humides. Les zones humides abritent un grand nombre d'espèces d'oiseaux, d'amphibiens, d'insectes, de reptiles, de plantes herbacées et d'arbres qui ne peuvent pas habiter d'autres systèmes, ce qui les rend très vulnérables à la destruction de ces habitats, notamment par le développement urbain et l'agriculture. Les zones humides aident à lutter contre la pollution et le changement climatique, car elles filtrent les polluants et stockent une grande quantité de carbone de la biosphère dans leur sol humide et leurs eaux stagnantes, malgré la petite superficie qu'elles occupent. De plus, les zones humides offrent une protection contre les inondations et les tempêtes, car le système peut absorber de grandes quantités d'eau excédentaire. Leur capacité d'absorption contribue également à la recharge des eaux souterraines, ce qui est très important pour les utilisations qu'en font les populations et où les sources d'eau douce utilisables diminuent. Les zones humides ne sont pas seulement des habitats et des systèmes d'eau douce, car il existe des marais salants et des tourbières qui abritent différentes espèces.
Les bassins de la Caroline, également connus sous le nom de pocosins (mot alconquien qui signifierait « marécage sur une colline »), sont une forme unique de zone humide que l'on trouve principalement dans les Carolines, avec quelques-uns situés en dehors le long de la côte est des États-Unis. Ils sont caractérisés comme des dépressions de forme elliptique entourés d'une bordure de sable et ayant un fond sablonneux. Cette dépression connait des périodes humides et sèches, se remplissant d'eau de pluie pendant les mois d'hiver et de printemps et s'asséchant en été. Les bassins de la Caroline abritent des espèces rares, dont certaines sont endémiques de ces baies.

## Organismes d'eau douce
Les organismes d'eau douce sont généralement divisés en organismes benthiques et pélagiques, car ce sont les deux zones de vie que l'on trouve dans le biome d'eau douce. Les organismes dulçaquicoles comprennent notamment les invertébrés, les insectes, les poissons, les amphibiens, les mammifères, les oiseaux, les plantes aquatiques et le plancton.

### Invertébrés
Les invertébrés d'eau douce comportent les mollusques d'eau douce, les insectes, les crustacés et les vers. Ils constituent un maillon important dans les chaînes alimentaires d'eau douce, transportant les nutriments et l'énergie des producteurs, tels que les algues et les plantes aquatiques, vers les consommateurs (en) supérieurs, tels que les poissons et les amphibiens. De plus, les invertébrés peuvent agir comme d'importants bioindicateurs de la santé des écosystèmes.

### Poissons
Les poissons d'eau douce sont très diversifiés, comptant plus de 18 000 espèces et constituant un quart des espèces de vertébrés mondiaux. Environ la moitié des espèces de poissons vivent dans des environnements d'eau douce, tandis que l'autre moitié (en) vit dans l'eau salée. Certains poissons, tels que les saumons et certaines espèces de requins, peuvent circuler entre les environnements dulçaquicoles et marins (en), reliant ainsi les deux milieux. Ces espèces sont qualifiées de poissons diadromes (terme issu du grec signifiant « courir entre »), en référence aux poissons qui migrent entre l'eau douce et l'eau salée.

### Amphibiens
Les amphibiens, qui comprennent les grenouilles, les crapauds, les salamandres et les cécilies, sont une classe qui existe essentiellement dans les habitats d'eau douce. Ectothermes et dotés d'une peau fine, ils dépendent de l'eau pour rester hydratés. Les amphibiens peuvent servir d'indicateurs de la santé environnementale, car ils sont facilement affectés par les changements environnementaux, tels que la pollution ou le changement climatique.

### Oiseaux
Les oiseaux d'eau (en) sont un groupe d'oiseaux qui dépendent des habitats aquatiques pour la chasse, le repos et parfois la nidification. Parmi les les espèces qui dépendent des habitats d'eau douce, on y retrouve les martins-pêcheurs, les flamants et divers types de sauvagine. De nombreux oiseaux utilisent les plantes de ces environnements d'eau douce pour le matériel de nidification, l'habitat et la nourriture. De plus, les oiseaux d'eau douce contribuent au contrôle des populations de poissons et d'insectes dans ces milieux.

### Plantes aquatiques
Les plantes aquatiques, ou hydrophytes, fonctionnent de manière similaire aux plantes terrestres : elles fournissent la base de la chaîne alimentaire, éliminent le dioxyde de carbone et produisent de l'oxygène (en). Elles peuvent être divisées en trois catégories : émergentes (zh), submergées (es) et flottantes. Les plantes émergentes, telles que les prêles et les massettes, sont enracinées près du bord des écosystèmes dulçaquicoles et dépassent généralement de l'eau. Les plantes submergées, comme les élodées et les potamots, sont complètement sous l'eau et peuvent être enracinées ou non. Les plantes flottantes, telles que les nénuphars ou les lentilles d'eau, peuvent également être enracinées ou non, mais leurs feuilles flottent à la surface de l'eau.

## Menaces
La cause la plus courante de la pollution de l'eau est le ruissellement des eaux pluviales provenant des zones urbaines, telles que les trottoirs ou les toits. Ce ruissellement est constitué d'eau de pluie et de neige fondue non absorbées. Les surfaces imperméables utilisées dans la construction domestique (en) et urbaine remplacent le sol qui absorbait auparavant les eaux pluviales, augmentant la quantité d'eau de ruissellement qui parcourt de plus longues distances. Cet excès de ruissellement peut accumuler des polluants lorsqu'il atteint les cours d'eau, les plans d'eau, les zones humides et même les aquifères, polluant ainsi d'importants écosystèmes d'eau douce et les eaux prévues à l'utilisation humaine. De plus, l'augmentation du ruissellement des eaux pluviales peut entraîner une augmentation des inondations et de l'érosion.

### Pollution des eaux courantes
Les cours d'eau évacuent l'eau tombée sur les terres élevées, où cette eau en mouvement dissout les polluants plus rapidement que les plans d'eau. Cependant, en raison de la grande quantité de polluants produits et rejetés dans ces eaux courantes, celles-ci se polluent plus vite qu'elles ne peuvent les diluer, ce qui conduit à des cours d'eau surpollués. Les trois principaux contributeurs à la pollution — l'industrie, l'agriculture et l'urbanisation — se trouvent couramment le long des eaux courantes, ce qui contribue à leur surpollution. L'idée également que les eaux rapides peuvent diluer les polluants a encouragé encore plus de rejets, aggravant ainsi le problème. Un autre facteur de dégradation est l'altération physique de ces eaux courantes, principalement sous la forme de barrages, de dérivation de l'eau, d'altération des canaux et d'aménagements fonciers (en) environnants. Ces changements affectent la température de l'eau, les régimes d'écoulement et augmentent la quantité de sédiments, détruisant ainsi des habitats essentiels pour de nombreux organismes aquatiques et réduisant la qualité de l'eau.
Un enjeu important sur cette problématique des cours d'eau est le fait que la pollution en amont peut affecter les populations en aval (nl). Les déchets industriels ou l'application excessive de nutriments dans l'agriculture en amont peuvent contaminer l'eau potable en aval, compromettant ainsi son utilisation. Cela devient particulièrement problématique pour les eaux courantes qui traversent différents pays ou États, car les actions de l'un d'eux en amont peut avoir des conséquences majeures sur ce que peut faire celui qui est en aval.

### Pollution des eaux stagnantes
Les plans d'eau connaissent de nombreux problèmes de pollution identiques à ceux des cours d'eau, mais ils se polluent plus rapidement en raison de leur circulation (de) plus lente, de leur volume d'eau plus important et de l'absence d'exutoire ; les couches d'eau plus profondes de ceux-ci se déplacent surtout lors des changements saisonniers, à savoir deux fois par an. Les lacs et les étangs sont des étendues d'eau dans lesquels généralement l'eau courante s'y écoule, ce qui signifie que les polluants s'y accumulent également sans exutoire. Quant aux mares et aux bassins, qui contiennent généralement moins d'eau que la plupart des cours d'eau, ils se polluent encore plus vite.
L'eutrophisation est le processus de croissance excessive des plantes, constituant une menace dominante pour les eaux stagnantes. Lorsque les nutriments nécessaires à la croissance des plantes aquatiques, auparavant limités, deviennent abondamment disponibles, la biomasse végétale augmente rapidement. Cette croissance excessive réduit la teneur en oxygène de l'eau, étouffant ainsi les autres formes de vie aquatique. Les déchets humains contiennent souvent ces nutriments chimiques, tels que le phosphore dans les engrais ou l'azote dans les zones d'élevage, qui combinés à une faible circulation dans les eaux stagnantes, provoquent une pollution et un appauvrissement des organismes. La plupart des problèmes de pollution que connaissent les plans d'eau affectent également les zones humides, où la circulation de l'eau y est tout aussi limitée.

### Pollution et épuisement des eaux souterraines
Les eaux de surface sont les endroits où les eaux souterraines remontent et s'expriment à la surface ; les zones humides en sont le plus grand exemple, où c'est là que la nappe phréatique se trouve la plus proche du sol. L'eau présente dans les habitats d'eau douce est la combinaison de l'écoulement de surface, des précipitations et de l'apport d'eaux souterraines. Comme ces dernières et les eaux de surface sont liées, la pollution des nappes phréatiques contribue aussi à la pollution des secondes.
Selon une enquête de l'Agence de protection de l'environnement des États-Unis (EPA), environ un quart des eaux souterraines utilisables aux États-Unis sont contaminées. Elles constituent la seule source d'eau potable pour environ la moitié de la population du pays. À mesure que les populations humaines croissent et s'industrialisent, la demande en eaux souterraines augmente, mais la pollution de celles-ci s'accentue également. La pollution des eaux souterraines est aisée en raison de la lente circulation de l'eau, davantage encore que celle des plans d'eau. L'eau doit naviguer dans la porosité des roches des aquifères, se déplaçant en moyenne de quelques centimètres par jour. Le taux de recharge des eaux souterraines, qui est le temps qu’il leur faut pour se reconstituer, est extrêmement lent, ce qui entraîne des pénuries d'eau car nombre d'activités humaines prélèvent l'eau des aquifères plus rapidement que le taux de recharge. En raison de cette lente circulation, les eaux souterraines peuvent rester polluées pendant des décennies, car les processus naturels de purification sont très lents.